# 德沃爾峰
72°15′S 26°44′E / 72.250°S 26.733°E
德沃爾峰，是南極洲的山峰，位於毛德皇后地的朗希爾德公主海岸，屬於南龍達訥山脈的一部分，海拔高度3,280米，挪威製圖師根據空中照片繪入地圖，現時由南極條約體系管理。

## 外部連結
- . . United States Geological Survey.   [2012-01-16].
- 本条目引用的公有领域材料来自美国地质调查局的文档《德沃爾峰》 （資料來自地名信息系统）。